# Poropuntius carinatus
Poropuntius carinatus är en fiskart som först beskrevs av Wu och Lin, 1977.  Poropuntius carinatus ingår i släktet Poropuntius och familjen karpfiskar. IUCN kategoriserar arten globalt som livskraftig. Inga underarter finns listade i Catalogue of Life.